# Discodes emiliae
Discodes emiliae är en stekelart som beskrevs av Sugonjaev 1971. Discodes emiliae ingår i släktet Discodes och familjen sköldlussteklar.
Artens utbredningsområde är:
- Tadzjikistan.
- Uzbekistan.

Inga underarter finns listade i Catalogue of Life.